# Коада-Малулуй
Коада-Малулуй (рум. Coada Malului) — село у повіті Прахова в Румунії. Входить до складу комуни Мегуреле.
Село розташоване на відстані 76 км на північ від Бухареста, 20 км на північ від Плоєшті, 67 км на південний схід від Брашова.

## Населення
За даними перепису населення 2002 року у селі проживали 826 осіб, з них 822 особи (99,5%) румунів. Усі жителі села рідною мовою назвали румунську. У 2011 у селі проживало 847 осіб.